# Beaumont-la-Ferrière
Beaumont-la-Ferrière ist eine französische Gemeinde mit 119 Einwohnern (Stand: 1. Januar 2022) im Département Nièvre in der Region Bourgogne-Franche-Comté. Sie gehört zum Arrondissement Cosne-Cours-sur-Loire und zum Kanton La Charité-sur-Loire. Die Einwohner werden Beaumontois und Beaumontoises genannt.

## Lage
Beaumont-la-Ferrière liegt etwa 19 Kilometer nordnordöstlich von Nevers am Nièvre.
Nachbargemeinden von Beaumont-la-Ferrière sind La Celle-sur-Nièvre im Nordwesten und Norden, Dompierre-sur-Nièvre im Norden und Nordosten, Prémery im Osten, Sichamps im Südosten, Poiseux im Süden, Saint-Aubin-les-Forges im Süden und Südwesten sowie Murlin im Westen.

## Bevölkerungsentwicklung
| Jahr                       | 1962 | 1968 | 1975 | 1982 | 1990 | 1999 | 2006 | 2011 | 2019 |
| Einwohner                  | 264  | 194  | 189  | 195  | 157  | 144  | 138  | 130  | 121  |
| Quellen: Cassini und INSEE |      |      |      |      |      |      |      |      |      |

## Sehenswürdigkeiten
- Kirche Saint-Léger aus dem 15. Jahrhundert
- Schloss Sauvages aus dem 16. Jahrhundert, seit 1987 in Teilen als Monument historique eingeschrieben
- Geburtshaus von Achille Millien, erbaut 1860, Fassade seit 1929 als Monument historique eingeschrieben
- Hochofen von Bourgneuf aus dem 19. Jahrhundert, seit 1971 mit Ausnahme des Gebäudes als Monument historique eingeschrieben
- Friedhof aus dem 18. Jahrhundert, Eingangsgitter seit 1959 als Monument historique eingeschrieben

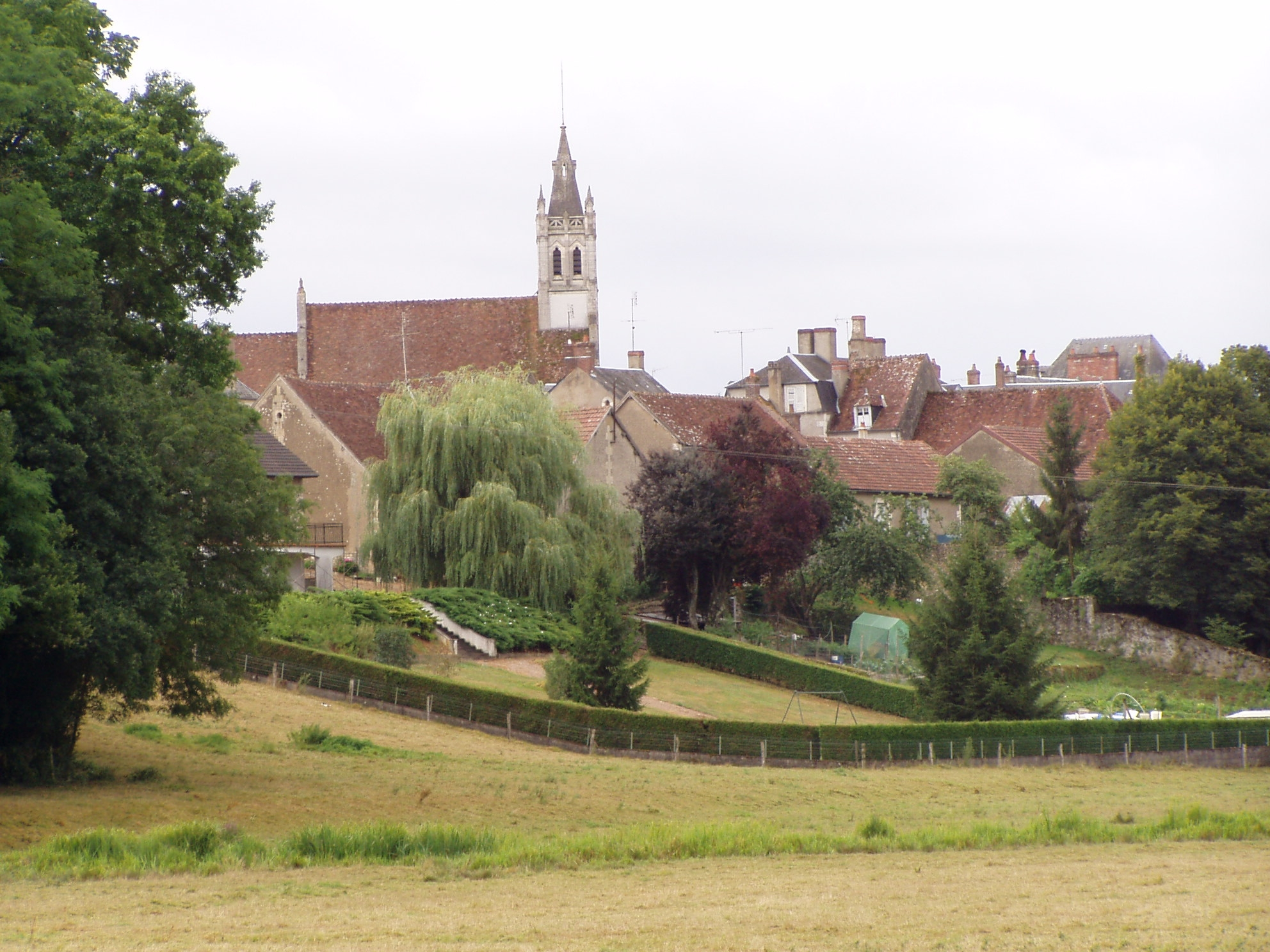
Kirche Saint-Léger
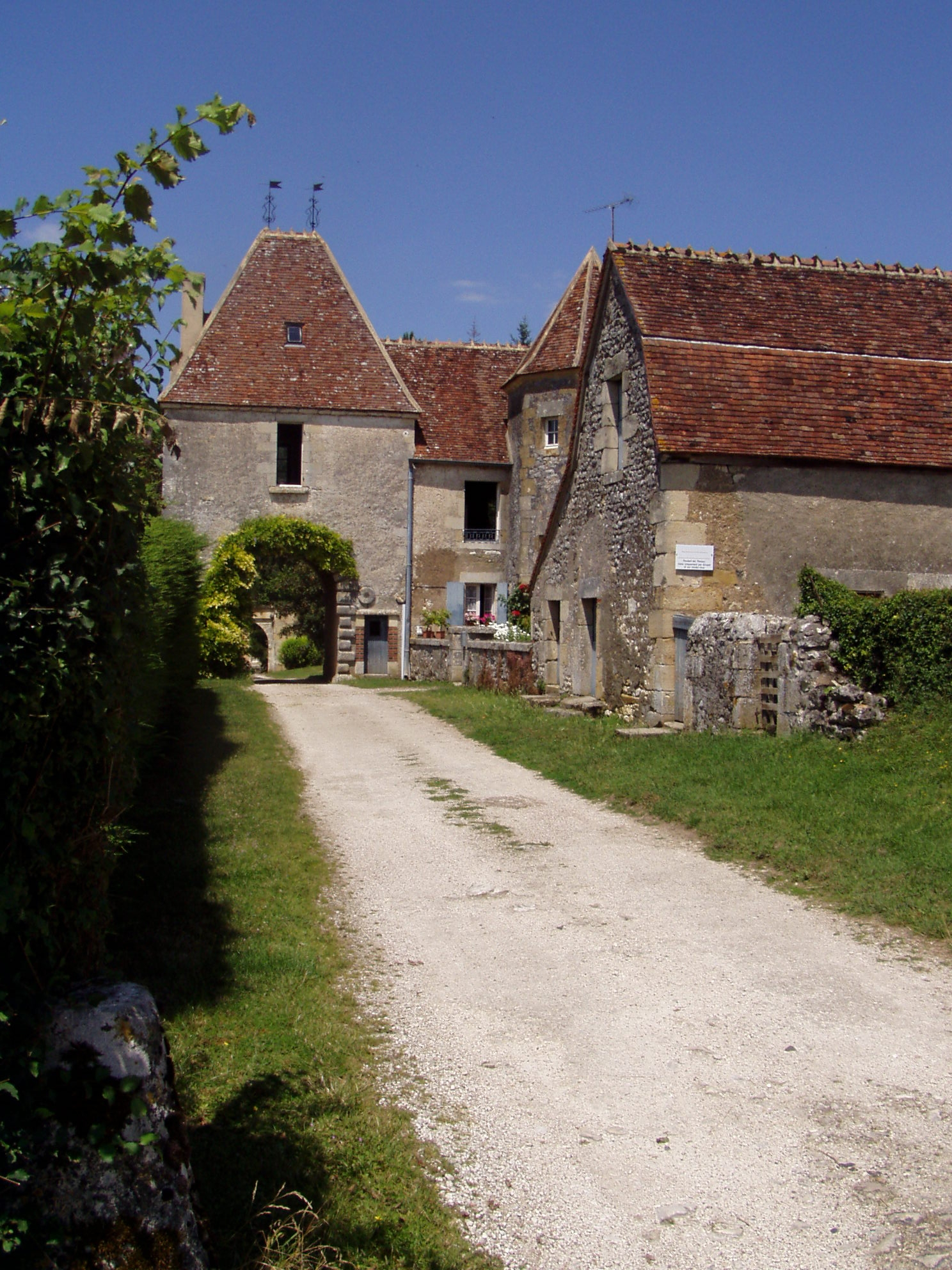
Schloss Sauvages
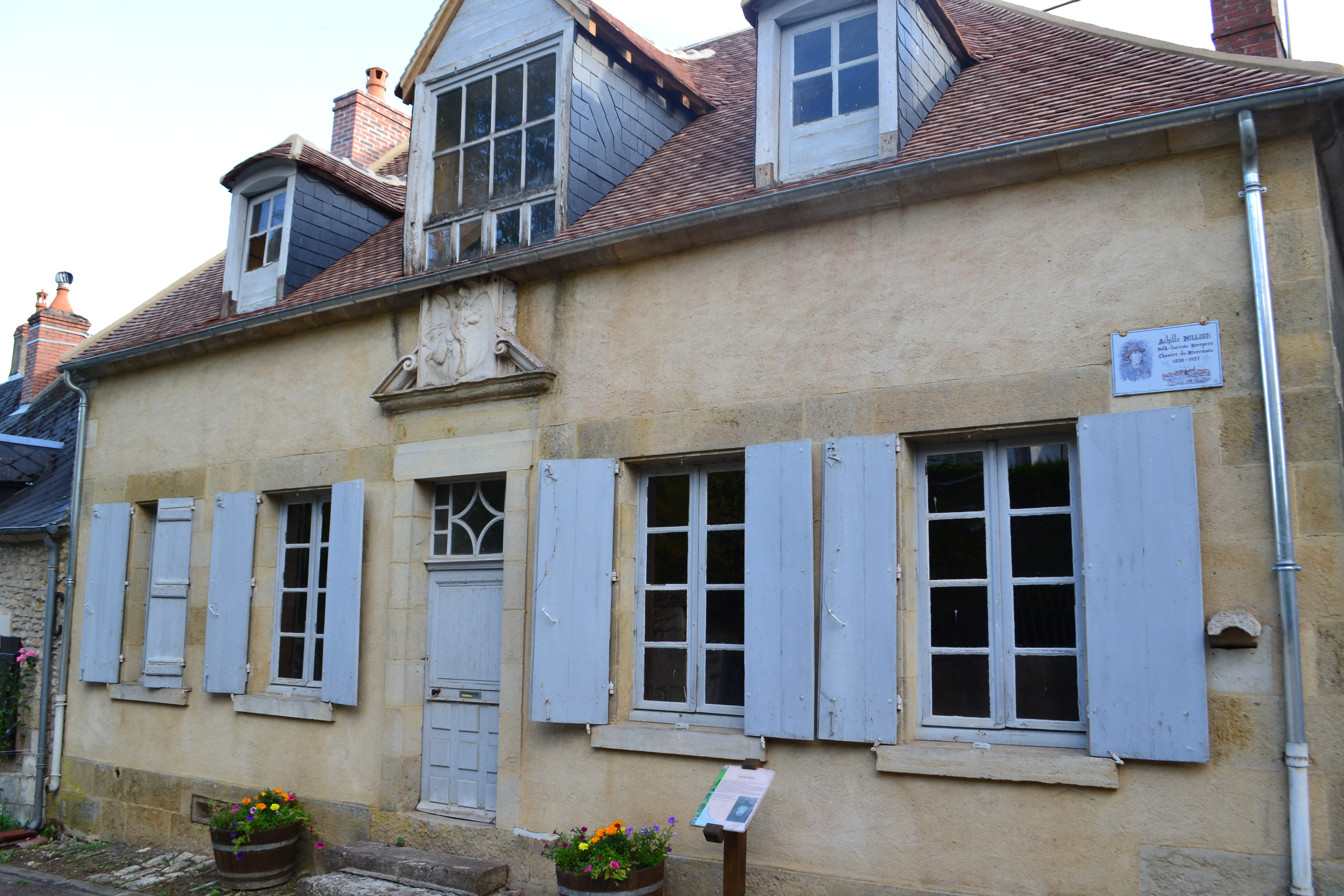
Geburtshaus von Achille Millien
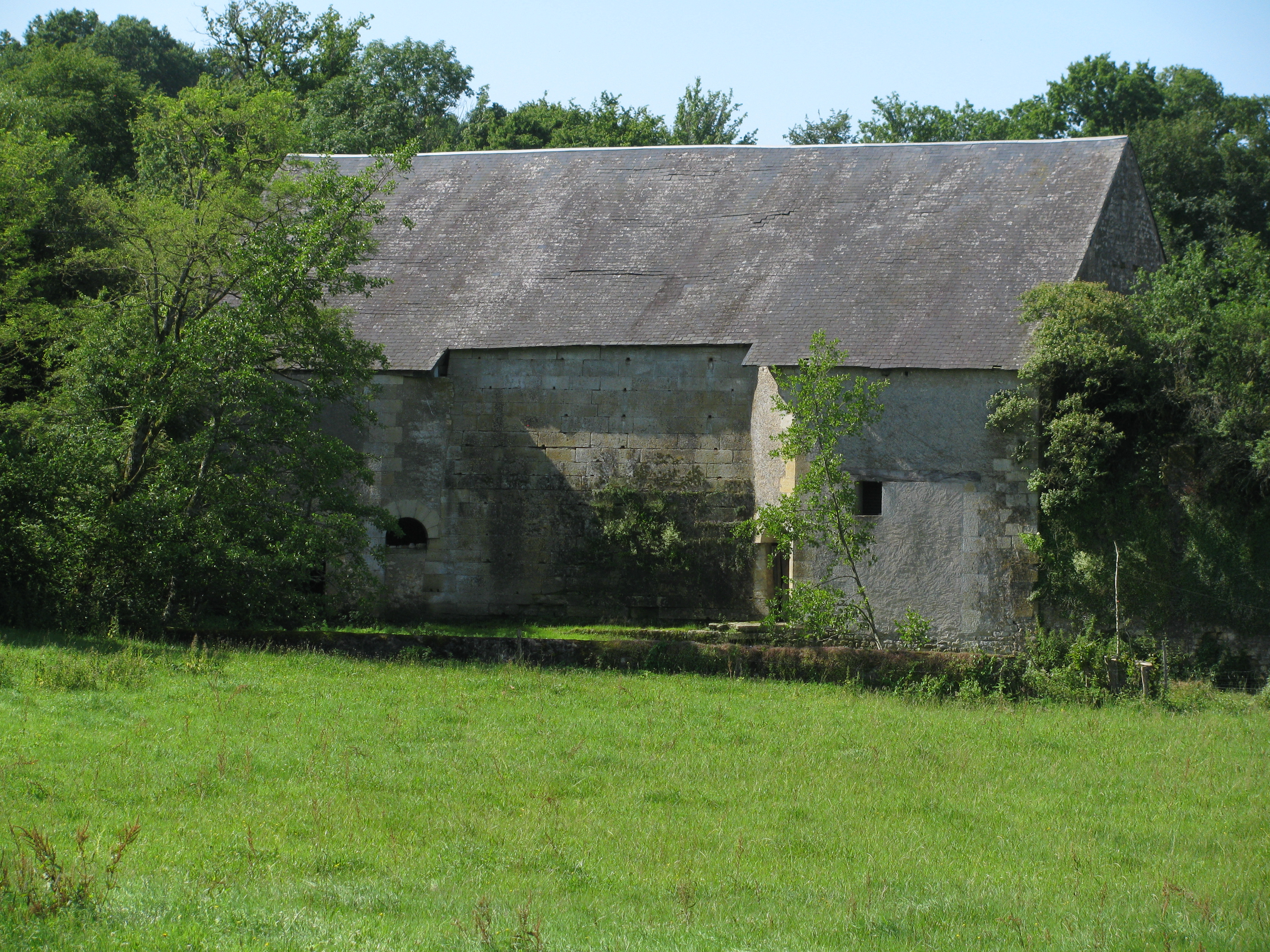
Hochofen von Bourgneuf
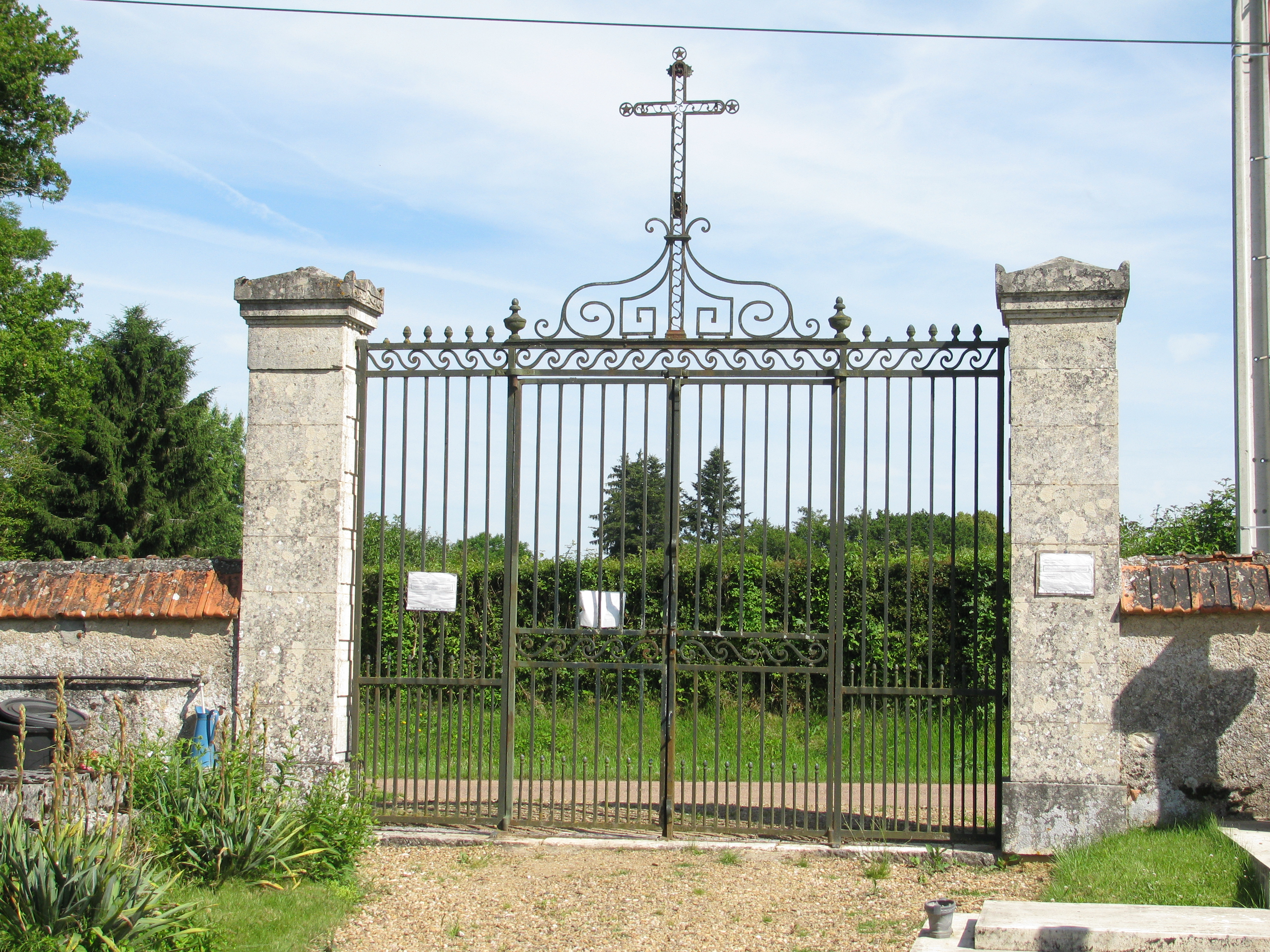
Eingangsgitter des Friedhofs

## Persönlichkeiten
- Achille Millien (1838–1927), Dichter